# Memaliaj
Memaliaj là một đô thị trong quận Tepelenë thuộc hạt Gjirokastër, Albania. Dân số năm 2005 là 4740 người.